# Castellammare
Castellammare es un área no incorporada ubicada en el condado de Los Ángeles en el estado estadounidense de California.

## Geografía
Castellammare se encuentra ubicada en las coordenadas 34°2′33″N 118°33′40″O / 34.04250, -118.56111.